# 花瀬

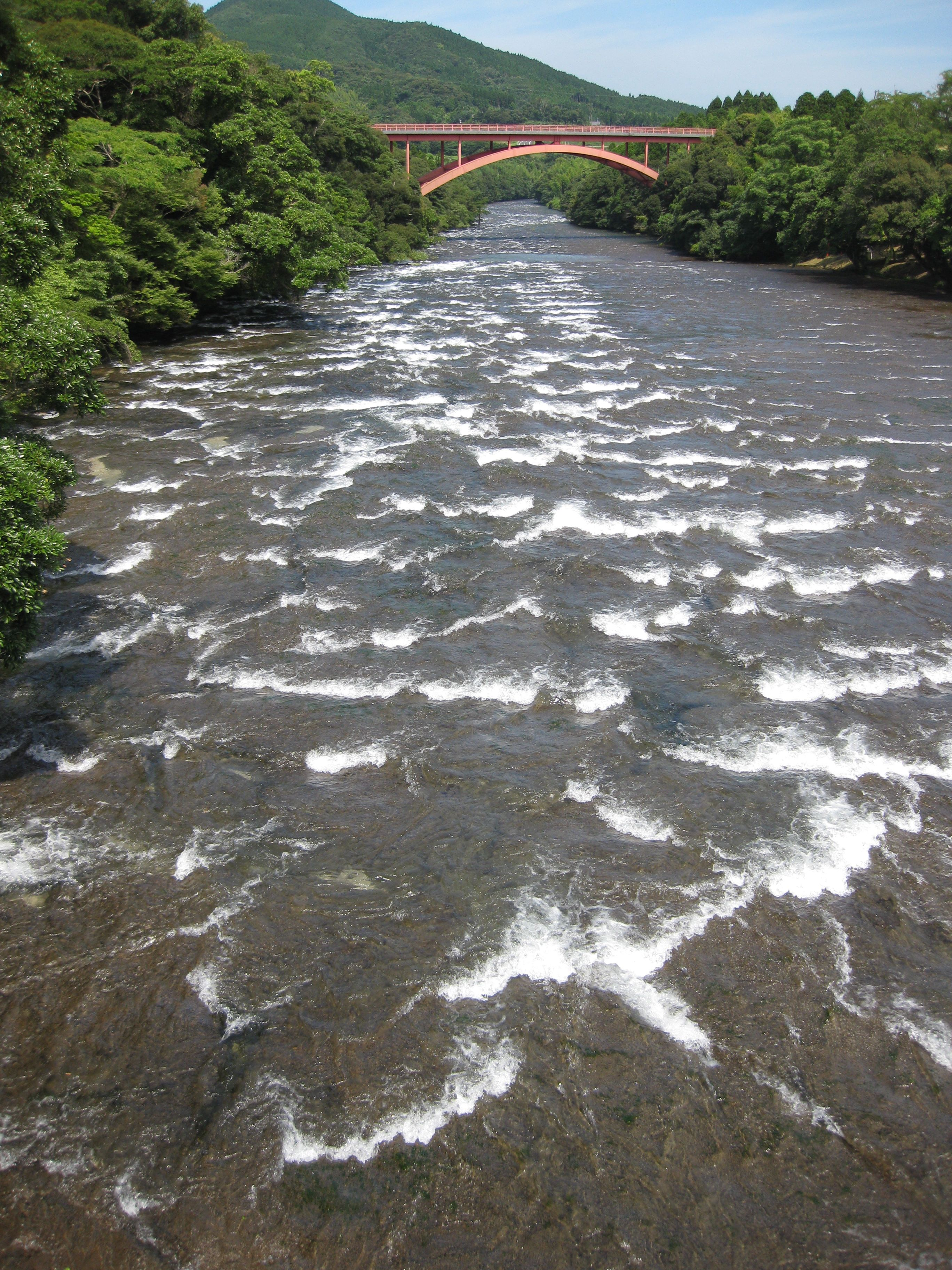
増水時の花瀬

花瀬（はなぜ）は、鹿児島県錦江町を流れる雄川（花瀬川とも呼ばれる）の川面を中心とした景勝地である。
幅100メートルの平坦で滑らかな岩盤からなる河床が長さ2キロメートルにわたって続いている。岩盤は所々に割れ目があり水量の多い時期には流れる水が白い波を立てることから、この様子を花に見立てて花瀬と名付けられた。11万年前に阿多カルデラから噴出した阿多火砕流が肝属山地にさえぎられて厚く堆積し溶結凝灰岩の岩盤となったものである。
周囲は緑の木々に囲まれている。フジ、サクラ、カエデ、ツツジなどの名所でもあり、毎年花の季節には多くの人々が訪れる。周辺は花瀬公園として整備されており、毎年4月には花瀬公園祭が開催される。

## 歴史
江戸時代以前から景勝地として知られており多くの人々が訪れていた。岩盤の割れ目を流れる水を利用して曲水の宴が催されたこともある。1853年（嘉永6年11月16日）には薩摩藩主の島津斉彬が訪れ、記念に松が植えられた。
1977年（昭和52年）6月に県立自然公園に指定され翌年から花瀬公園が整備された。1984年（昭和59年）5月15日に田代町指定文化財（史跡）となった。

## ギャラリー

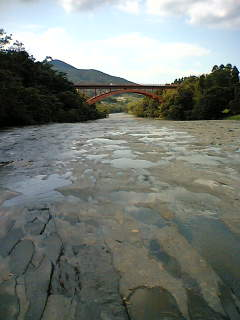
減水時の花瀬
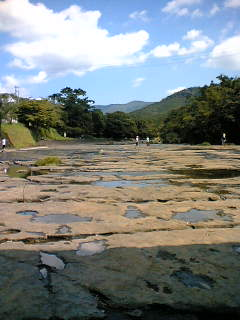
渇水時の花瀬（上流を望む）